# 御津町下佐脇
御津町下佐脇（みとちょうしもさわき）は、愛知県豊川市の地名。

## 地理
旧御津町南東部に位置する。南は豊橋市に接する。

### 字一覧
- 洗出（あらいだし）[WEB 6]
- 荒古（あらこ）[WEB 6]
- 新屋（あらや）[WEB 6]
- 市場（いちば）[WEB 6]
- 院田（いんでん）[WEB 6]
- 梅田（うめだ）[WEB 6]
- 籠畑（かごばた）[WEB 6]
- 鎌田（かまだ）[WEB 6]
- 河田（かわだ）[WEB 6]
- 北浦（きたうら）[WEB 6]
- 義郎（ぎろう）[WEB 6]
- 九作（くさく）[WEB 6]
- 郷中（ごうなか）[WEB 6]
- 御所（ごしよ）[WEB 6]
- 佐脇原（さわきばら）[WEB 6]
- 新洗出（しんあらいだし）[WEB 6]
- 新梅田（しんうめだ）[WEB 6]
- 新畑（しんばた）[WEB 6]
- 是願（ぜがん）[WEB 6]
- 高畑（たかばた）[WEB 6]
- 田熊（たぐま）[WEB 6]
- 玉袋（たまふくろ）[WEB 6]
- 天神（てんじん）[WEB 6]
- 出口（でぐち）[WEB 6]
- 仲荒（なかあれ）[WEB 6]
- 仲ノ坪（なかのつぼ）[WEB 6]
- 縄口（なわぐち）[WEB 6]
- 縄手（なわて）[WEB 6]
- 野口（のぐち）[WEB 6]
- 野先（のざき）[WEB 6]
- 八尻（はちじり）[WEB 6]
- 八反田（はつたんだ）[WEB 6]
- 羽鳥（はとり）[WEB 6]
- 花ノ木（はなのき）[WEB 6]
- 浜道（はまみち）[WEB 6]
- 引通（ひきとおし）[WEB 6]
- 広野（ひろの）[WEB 6]
- 平次（へいじ）[WEB 6]
- 堀合（ほりあい）[WEB 6]
- 待井（まちい）[WEB 6]
- 都（みやこ）[WEB 6]
- 宮前（みやまえ）[WEB 6]
- 宮本（みやもと）[WEB 6]
- 村上（むらかみ）[WEB 6]

### 交通
- JR東海道本線[1]
- 東海道新幹線[1]
- 愛知県道西方下長山線（平坂街道）[1]

### 施設
- 佐脇児童館[1]
- 菊保育園[1]
- 下佐脇漁協[1]
- 佐脇神社[1]
- 御所宮（五社宮）[1]
- 臨済宗妙心寺派長松寺[1]
- 正眼寺[1]
- 海会寺[1]
- 本見寺[1]
- 浄土宗蔵春寺[1]
- 真言宗醍醐派明王院[1]

## 歴史

### 人口の変遷
国勢調査による人口および世帯数の推移。
| 2010年（平成22年） | 776世帯 2423人 |  |
| 2015年（平成27年） | 823世帯 2410人 |  |
| 2020年（令和2年）  | 870世帯 2389人 |  |

### WEB
1. ↑  “愛知県豊川市の町丁・字一覧”.   人口統計ラボ. 2024年5月1日閲覧。
2. ↑  “大字別世帯数人口集計表” (XLSX). 豊川市ホームページ.   豊川市役所. 2024年12月1日閲覧。
3. ↑  “読み仮名データの促音・拗音を小書きで表記するもの(zip形式) 愛知県” (zip).   日本郵便 (2024年2月29日). 2024年3月26日閲覧。
4. ↑  “市外局番の一覧” (PDF).   総務省 (2022年3月1日). 2022年3月22日閲覧。
5. ↑  “ナンバープレートについて”.   一般社団法人愛知県自動車会議所. 2024年1月21日閲覧。
6. 1 2 3 4 5 6 7 8 9 10 11 12 13 14 15 16 17 18 19 20 21 22 23 24 25 26 27 28 29 30 31 32 33 34 35 36 37 38 39 40 41 42 43 44  “愛知県豊川市御津町下佐脇の住所一覧”.   ゼンリン. 2025年1月13日閲覧。
7. ↑  総務省統計局 (2012年1月20日). “平成22年国勢調査の調査結果(e-Stat) - 男女別人口及び世帯数 －町丁・字等” (CSV). 2021年7月21日閲覧。
8. ↑  総務省統計局 (2017年1月27日). “平成27年国勢調査の調査結果(e-Stat) - 男女別人口及び世帯数 －町丁・字等” (CSV). 2021年7月21日閲覧。
9. ↑  総務省統計局 (2022年2月10日). “令和2年国勢調査の調査結果(e-Stat) - 男女別人口，外国人人口及び世帯数－町丁・字等” (CSV). 2023年8月2日閲覧。

### 書籍
1. 1 2 3 4 5 6 7 8 9 10 11 12 13 14 15 16  「角川日本地名大辞典」編纂委員会 1989, p. 2022.